# Yuri Ribeiro
Pour les articles homonymes, voir Ribeiro.
Yuri Ribeiro, de son nom complet Yuri Oliveira Ribeiro, est un footballeur portugais né le 24 janvier 1997 à Vieira do Minho. Il évolue au poste d'arrière gauche au Blackburn Rovers.

## Biographie

### En club
Formé au Benfica Lisbonne, il joue d'abord en deuxième division portugaise avec la réserve du club. La saison 2016-2017 lui permet de faire ses débuts en équipe première, même s'il ne joue aucun match en première division, il dispute tout de même des rencontres en Coupe du Portugal ou en Coupe de la Ligue,.
Après avoir été prêté au Rio Ave en 2017, il refait son retour à Benfica pour la saison 2018-2019. Il dispute un seizième de finale et un huitième de finale en Ligue Europa,.
Sans avoir pu s'imposer en équipe première (lors de son passage à Benfica, il n'a disputé aucun match de première division), il est transféré à Nottingham Forest en 2019,.

### En équipe nationale
Avec les moins de 17 ans du Portugal, il participe au championnat d'Europe des moins de 17 ans en 2014. Lors de cette compétition organisée à Malte, il joue quatre matchs. Le Portugal s'incline en demi-finale face à l'Angleterre.
Avec les moins de 19 ans, il participe au championnat d'Europe des moins de 19 ans en 2016. Lors de cette compétition qui se déroule en Allemagne, il dispute trois matchs. Le Portugal s'incline à nouveau en demi-finale, face à l'équipe de France.
Avec les moins de 20 ans, il participe à la Coupe du monde des moins de 20 ans en 2017. Lors du mondial junior organisé en Corée du Sud, il joue cinq matchs. Il officie comme capitaine lors de la dernière rencontre de phase de poule face à l'Iran. Il se met ensuite en évidence lors du huitièmes de finale disputé face au pays organisateur, en délivrant une passe décisive. Le Portugal s'incline en quart de finale face à l'Uruguay, après une séance de tirs au but.

## Palmarès
Avec le Benfica Lisbonne :
- Vainqueur de la Coupe du Portugal en 2017